# 拉科拉 (密蘇里州)
拉科拉（英語：Racola）是位於美國密蘇里州華盛頓縣的非建制地區。

## 歷史
拉科拉的郵局於1898年設立，其後於1930年停運。

## 地理
拉科拉所處的海拔為高於海平面224米（即735英呎），而該地所採用的時區為UTC-6，即北美中部時區（CST）。同時該地設有夏令時間，為UTC-6調快一小時，即UTC-5（CDT）。